# Championnat du Ghana de football 1961-1962
Navigation
Saison précédente Saison suivante
La saison 1961-1962 du Championnat du Ghana de football est la quatrième édition de la première division au Ghana, la Premier League. Elle regroupe, sous forme d'une poule unique, les seize meilleures équipes du pays qui se rencontrent deux fois, à domicile et à l'extérieur. En fin de saison, pour élargir la compétition à 18 clubs, les trois derniers du classement sont relégués et remplacés par les cinq meilleures formations de deuxième division.
C'est le club d'Hearts of Oak qui remporte le championnat cette saison après avoir terminé en tête du classement final, avec un seul point d'avance sur Asante Kotoko et quatre sur l'un des nouveaux venus cette année, Brong Ahafo United. C'est le deuxième titre de champion du Ghana de l'histoire du club, après celui remporté en 1958.
Huit nouvelles équipes sont intégrées à la Premier League à partir de cette saison, ce qui permet au championnat de passer à seize clubs. Pour une raison indéterminée, le club de Real Republicans Accra est déclassé mais les résultats obtenus contre eux par leurs adversaires sont conservés. Le club n'est pas non plus concerné par la relégation.

## Les clubs participants
| - Hearts of Oak - Asante Kotoko - Cornerstones - Great Olympics - Brong Ahafo United - Great Ashanti - Real Republicans Accra - All Blacks FC | - Eleven Wise - Sekondi Hasaacas - Mysterious Dwarfs - Venomous Vipers - Standfast FC - Adansi United - Denkyira United - Kumasi United |

## Compétition
Le barème de points servant à établir les classements se décompose ainsi :
- Victoire : 2 points
- Match nul : 1 point
- Défaite : 0 point

### Classement
| Rang | Équipe                  | Pts | J  | G  | N  | P  | Bp | Bc | Diff |
| ---- | ----------------------- | --- | -- | -- | -- | -- | -- | -- | ---- |
| 1    | Hearts of Oak           | 44  | 30 | 19 | 6  | 5  | 89 | 50 | +39  |
| 2    | Asante Kotoko           | 43  | 30 | 19 | 4  | 7  | 77 | 37 | +40  |
| 3    | Brong Ahafo United      | 39  | 30 | 18 | 3  | 9  | 74 | 52 | +22  |
| 4    | Great Ashanti           | 36  | 30 | 14 | 8  | 8  | 60 | 41 | +19  |
| 5    | Sekondi Hasaacas        | 34  | 30 | 13 | 8  | 9  | 63 | 50 | +13  |
| 6    | Eleven WiseT            | 34  | 30 | 15 | 4  | 11 | 63 | 51 | +12  |
| 7    | Cornerstones            | 32  | 30 | 11 | 10 | 9  | 69 | 66 | +3   |
| 8    | Great Olympics          | 31  | 30 | 12 | 7  | 11 | 75 | 56 | +19  |
| 9    | All Blacks FC           | 28  | 30 | 11 | 6  | 13 | 52 | 61 | -9   |
| 10   | Venomous Vipers         | 28  | 30 | 9  | 11 | 10 | 58 | 68 | -10  |
| 11   | Mysterious Dwarfs       | 25  | 30 | 8  | 9  | 13 | 39 | 48 | -9   |
| 12   | Standfast FC            | 25  | 30 | 8  | 9  | 13 | 38 | 46 | -8   |
| 13   | Adansi United           | 16  | 30 | 4  | 8  | 18 | 45 | 87 | -42  |
| 14   | Denkyira United         | 16  | 30 | 4  | 8  | 18 | 39 | 85 | -46  |
| 15   | Kumasi United           | 15  | 30 | 5  | 5  | 20 | 37 | 89 | -52  |
|      | Real Republicans AccraC |     |    |    |    |    |    |    |      |

|  | Champion du Ghana 1961-1962                            |
|  | Relégation directe en deuxième division                |
|  | T : Tenant du titre C : Vainqueur de la Coupe du Ghana |

## Bilan de la saison
| Championnat du Ghana de football 1961-1962 |                          |
| Champion                                   | Hearts of Oak (2e titre) |
| Coupes et trophées                         |                          |
| Vainqueur de la Coupe du Ghana 1961-1962   | Real Republicans Accra   |
| Promotions et relégations                  |                          |
| Promus en Premier League                   | Brong Ahafo Stars        |
| Promus en Premier League                   | Eastern Rovers           |
| Promus en Premier League                   | Ahorsu United            |
| Promus en Premier League                   | Volta Heroes FC          |
| Promus en Premier League                   | Harbour City FC          |
| Relégués en Second League                  | Adansi United            |
| Relégués en Second League                  | Denkyira United          |
| Relégués en Second League                  | Kumasi United            |